# Uplands Park
Uplands Park és una població dels Estats Units a l'estat de Missouri. Segons el cens del 2000 tenia 460 habitants.

## Demografia
Segons el cens del 2000, Uplands Park tenia 460 habitants, 166 habitatges, i 129 famílies. La densitat de població era de 2.537,2 habitants per km².
Dels 166 habitatges en un 20,5% hi vivien nens de menys de 18 anys, en un 45,2% hi vivien parelles casades, en un 24,7% dones solteres, i en un 21,7% no eren unitats familiars. En el 18,7% dels habitatges hi vivien persones soles el 9,6% de les quals corresponia a persones de 65 anys o més que vivien soles. El nombre mitjà de persones vivint en cada habitatge era de 2,77 i el nombre mitjà de persones que vivien en cada família era de 3,05.
Per edats la població es repartia de la següent manera: un 24,3% tenia menys de 18 anys, un 5,9% entre 18 i 24, un 22% entre 25 i 44, un 30,9% de 45 a 60 i un 17% 65 anys o més.
L'edat mediana era de 43 anys. Per cada 100 dones de 18 o més anys hi havia 88,1 homes.
La renda mediana per habitatge era de 49.286 $ i la renda mediana per família de 54.250 $. Els homes tenien una renda mediana de 28.333 $ mentre que les dones 25.114 $. La renda per capita de la població era de 17.041 $. Entorn del 3,9% de les famílies i el 4,8% de la població estaven per davall del llindar de pobresa.

## Poblacions més properes
El següent diagrama mostra les poblacions més properes.